# Línea D20 (Córdoba)
Línea D20, anteriormente denominada D4, fue una línea diferencial de transporte urbano de pasajeros de la ciudad de Córdoba, Argentina. El servicio era operado por la empresa Grupo ERSA.

## Recorrido
Desde barrio Cerveceros hasta Aeropuerto-Universidad Siglo 21.
 Servicio diurno.
IDA: De Ferreyra de Roca y Armando Sica por ésta, Palamara -  Richieri- Elías Yofre- Nores Martínez- calle Daspu- Haya de La Torre- E. Barros- Los Nogales- C..Arenales- Plaza España – Chacabuco- San Jerónimo- 27 de Abril –  Paraguay- Cnel. Olmedo- Colón- Santa Fe-  Av. Castro Barros –Av. M. P. Cabrera- Av. La Voz del Interior- hasta Aeropuerto
REGRESO: Del ingreso al Aeropuerto (inicio vuelta redonda), ingresa al mismo, Universidad siglo 21, (final vuelta redonda) – Av. La Voz del Interior – Avenida Monseñor Pablo Cabrera  – Avenida Castro Barros – Santa Fe –  Avenida Colón – Av. Vélez Sarsfield- Av. H. Irigoyen- Plaza España – Conc. Arenales – Los Nogales – Enrique Barros – Haya de la Torre- Valparaíso – José Javier Díaz –  Richieri-  Palamara –  Armando Sica hasta Ferreyra de Roca.
Segunda Variante (Recorrido)
De B° Universidad Siglo 21 a B° Inaudi.
IDA: Su ruta - Camino San Antonio - Nívoli - Lastra - Cap. Castillo hasta Pizarro .
REGRESO: De Cap. Castillo y Pizarro por ésta - Nívoli - Camino San Antonio - su ruta.

## Transbordo o combinación diferencial
El transbordo o combinación para las líneas diferenciales sólo se aplicará entre líneas diferenciales.
Al pasajero se le descontará la mitad del valor del pasaje diferencial al pasar la tarjeta por la segunda validadora. Esto si el transbordo se realiza dentro del plazo de una hora desde el pago del primer viaje y el pago del segundo.